# カーボベルデの世界遺産
カーボベルデの世界遺産（カーボベルデのせかいいさん）はユネスコの世界遺産に登録されているカーボベルデ共和国の文化・自然遺産の一覧。
※この項目はウィキプロジェクト 世界遺産に準じて作成されています。

## 文化遺産
- リベイラ・グランデの歴史地区シダーデ・ヴェーリャ - （2009年）

## 自然遺産
なし

## 複合遺産
なし